# جماعة المهندسين الاستشاريين
جماعة المهندسين الاستشاريين (بالانجليزية: Engineering Consulting group (ECG)) هي مكتب استشاري هندسي، مقره الرئيسي يقع في القاهرة. في عام 1969، أسس المهندسان محمود سامي عبد القوي وأشرف حسن علوبة جماعة المهندسين الاستشاريين (ECG) كشراكة تجارية. وكان من بين العقود الاستشارية الأولى خط أنابيب المياه المحمولة قنا - سفاجا في مصر بقيمة 2.5 مليون دولار أمريكي، حيث قدمت الشركة التصاميم والإشراف على البناء.

## التاريخ
- 1970 - 1977 ظهرت شركة «إي سي جي» لأول مرة في الخارج، عندما فازت بأول صفقة عبر الحدود لتطوير مشروع النهر الصناعي في ليبيا بقيمة ملياري دولار أمريكي. كما سجلت عقدين هامين لخطة القاهرة الكبرى لمحطات المياه بقيمة مليار دولار أمريكي والخطة الرئيسية للمياه والمياه المستعملة في بورسعيد بقيمة 150 مليون دولار أمريكي، وتم تمويل كلا المشروعين من قبل وكالة التنمية الدولية التابعة للولايات المتحدة.[2]

- 1978 -1982 أكملت جماعة المهندسين الاستشاريين سلسلة من مخططات مياه الصرف الصحي الرائدة بالتعاون مع CH2M HILL وMetclaf & Eddy وES Parsons. وشملت هذه الإمدادات إمدادات المياه لمحافظة كفر الشيخ، ومحطة روض الفرج لمعالجة المياه، وبرنامج تطوير مياه الصرف الصحي في الإسكندرية.[3]

- 1983 -1991 تحولت جماعة المهندسين الاستشاريين من قوة إلى قوة حيث غيرت مركزها القانوني من شراكة إلى شركة مساهمة، بعد فترة وجيزة افتتح فرعها في أبوظبي، الإمارات العربية المتحدة. ولتمكين مهندسيها ومهندسيها المعماريين، أطلقت أيضًا نظام CADD وقاعدة بياناتنا المستندة إلى أوراكل.[4]

- 1992 - 1995 فازت جماعة المهندسين الاستشاريين بعقدين رئيسيين من المطارات لتنفيذ المبنى رقم 3 في مطار القاهرة الدولي وتجديد المبنى رقم 1، كما حصلت على عقد لمحطة طاقة عتاقة الحرارية، وهو أول مشروع للشركة في قطاع الطاقة.[5]

- 1996 - 2005 بعد تأسيس جمعية الاتحاد للحصول على أسهم الشركة، تم افتتاح فروع للشركة في دبي وقطر والسودان، وكانت من أهم إنجازات الشركة محطة الكريميم الجديدة التي تبلغ قيمتها مليار دولار أمريكي، والفوز بالمسابقة العالمية التي ترعاها مصر لتطوير القرية الذكية.[6]

- 2006 - 2009 قامت الشركة بتطوير برج العلم وأوكيانا في دبي، وكذلك مدينة الوعب في الدوحة، ومع ذلك، فإن مصر هي التي كان لها نصيب الأسد، مع مشاريع ضخمة مثل مدينتي، جاردن هايتس، كايرو فستيفال سيتي ومراسي.[7]

- 2009 تم افتتاح مكتب الشركة الفرعي بالقرية الذكية رسمياً، مما يشير إلى عزم الشركة على مواصلة التطورات في مصر.[8]

- 2010 - 2014 افتتحت جماعة المهندسين الاستشاريين فروعاً في أسيوط (مصر)، ليبيا، تنزانيا، أوغندا، كردستان العراق، الكويت، العين (الإمارات العربية المتحدة)، المملكة العربية السعودية وفرنسا. وتم انجاز البوابة رقم 2 وفندق لو ميريديان في مطار القاهرة الدولي، وفندق سانت ريجيس، ومول العرب، وبورتو أكتوبر، وفي المغرب بورتو أغادير، وفي قطر تم انجاز القاعدة البحرية القطرية ومنتجع جزيرة الدوحة، كل ذلك مع احترام التزامات الشركة وإدراك البيئة. وخلال هذه الفترة، سجلت مع مجلس المباني الخضراء في الولايات المتحدة، وهو منظمة غير ربحية مكرسة لتعزيز الاستدامة في تصميم المباني وبنائها وتشغيلها.[9]

## الخبرة الدولية
منذ تأسيس جماعة المهندسبن الاستشاريين، قامت الشركة ب2200 مشروعا في 34 دولة حول العالم.

## التصنيف الدولي
احتلت جماعة المهندسين الاستشاريين المرتبة 94 في قائمة أفضل 225 شركة تصميم.
قفزت جماعة المهندسين الاستشاريين ثمانية مراكز في الترتيب السنوي لمجلة Engineering News Record التي تقيس أفضل 225 شركة تصميم عالمية في جميع أنحاء العالم. انتقلت جماعة المهندسين الاستشاريين من المركز 102 في عام 2017 إلى المركز 94 عام 2018.

## الفروع
- مصر (القاهرة - الجيزة - الإسكندرية - أسيوط)
- قطر
- العراق
- ليبيا
- الكويت
- الإمارات العربية المتحدة (أبو ظبي - دبي - العين)
- السودان
- السعودية
- فرنسا
- تنزانيا
- أوغندا[12]